# إدواردو تيرازاس
إدواردو تيرازاس (بالإسبانية: Eduardo Terrazas)‏ هو لاعب كرة قدم بوليفي في مركز حراسة المرمى، ولد في 6 مارس 1962 في سانتا كروز دي لا سييرا في بوليفيا. لعب مع نادي خورخي ويلسترمان.

## وصلات خارجية
- إدواردو تيرازاس على موقع ناشيونال فوتبول تيمز (الإنجليزية)